# Lãnh địa Frisia
Lãnh địa Frisia (Tiếng Tây Frisia: Hearlikheid Fryslân; tiếng Hà Lan: Heerlijkheid Friesland) là một lãnh địa phong kiến ở Hà Lan. Nó được thành lập vào năm 1498 bởi Hoàng đế Maximilian I của Thánh chế La Mã và được cải tổ lại vào năm 1524 khi Hoàng đế Karl V chinh phục Frisia. Sau Hòa ước Westphalia năm 1648, Frisia trở thành một phần của Hà Lan Habsburg.
Frisia đã nhiều lần nổi dậy chống lại quyền cai trị của người Nhà Habsburg Áo và Tây Ban Nha, họ là tỉnh thứ 5 tham gia vào Liên minh Utrecht và cuối cùng là một tỉnh của Cộng hòa Hà Lan. Frisia cũng giống như các tỉnh khác của nền cộng hòa Hà Lan, đều bị bãi bỏ quyền phong kiến sau Cách mạng Batavia.

## Lịch sử
Thời kỳ ban đầu, Frisia được hình thành như một vương quốc với tên gọi là Vương quốc Frisia, và nó bị sáp nhập vào Francia vào năm 734, sau Trận Boarn. Trong thời kỳ suy yếu của Đế chế Carolus vào thế kỷ IX, Frisia là một điềm giao thương quan trọng và thường bị người Viking đột kích cướp phá. Theo Hiệp ước Meerssen năm 870, Frisia được chuyển giao cho Vương quốc Đông Frank. Năm 882, Hoàng đế Charles Béo đã phong cho thủ lĩnh người Viking là Godfrid làm Công tước xứ Frisia. Sau cái chết của Gerolf năm 885, người Frisia được trao quyền tự trị, họ thoát khỏi các phong tục phong kiến và phía trên họ chỉ có hoàng đế chứ không còn chế độ phong kiến trung gian. Năm 962, Frisia trở thành một phần của Đế chế La Mã Thần thánh.
Từ năm 1282, các nhà cai trị của Bá quốc Holland đã nỗ lực xâm chiếm Frisia nhưng bất thành. Các cuộc xung đột kéo dài giữa Vetkopers và Schieringers (135-1498) đã tàn phá Frisia. Năm 1464, Hoàng đế Nhà Habsburg là Friedrich III của Thánh chế La Mã đã nâng thủ lĩnh người Ulrich lên làm Bá tước xứ Đông Frisia và gia tộc này cai trị nó cho đến năm 1744. Cuối cùng, vào năm 1498, Hoàng đế Maximilian I của Thánh chế La Mã đã chấm dứt quyền tự trị của vùng Tây Frisia và bổ nhiệm Albrecht III xứ Sachsen là chủ sở hữu cha truyền con nối.
Người Frisia không chịu khuất phục trong Chiến tranh Guelders và họ đã kiểm soát phần lớn Frisia. Năm 1522, hoàng đế Karl V của Thánh chế La Mã cử quân đội đến chinh phục các vùng đất nổi loạn ở Vùng đất thấp. Frisia đã thất bại và bị sáp nhập vào Mười bảy tỉnh dưới quyền cai trị của Nhà Habsburg.
Năm 1556, Hoàng đế Karl V thoái vị, Felipe II của Tây Ban Nha thừa kế phần còn lại của Hà Lan và người Frisia tham gia cuộc nổi dậy chống lại sự cai trị của Tây Ban Nha. Frisia trở thành tỉnh thứ 5 gia nhập Liên minh Utrecht của quân nổi dậy Hà Lan. Từ năm 1580 trở đi, tất cả stadtholder của Frisia đều đến từ người Nhà Nassau-Dietz.
Khi Cộng hòa Batavia được thành lập vào năm 1795, Lãnh địa Frisia bị bãi bỏ.